# サフロノフ (小惑星)
サフロノフ (3615 Safronov) は小惑星帯に位置する小惑星。1987年9月19日、ローウェル天文台のエドワード・ボーエルによって発見された。
太陽系の惑星の形成理論で知られるロシアの天文学者、ヴィクトル・サフロノフに因んで命名された。